# Giorgio Petrocchi

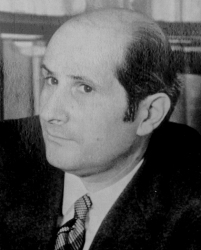
Giorgio Petrocchi

Giorgio Petrocchi (* 13. August 1921 in Tivoli; † 7. Februar 1989 in Rom) war ein italienischer Italianist, Mediävist und Literaturwissenschaftler.

## Leben und Werk

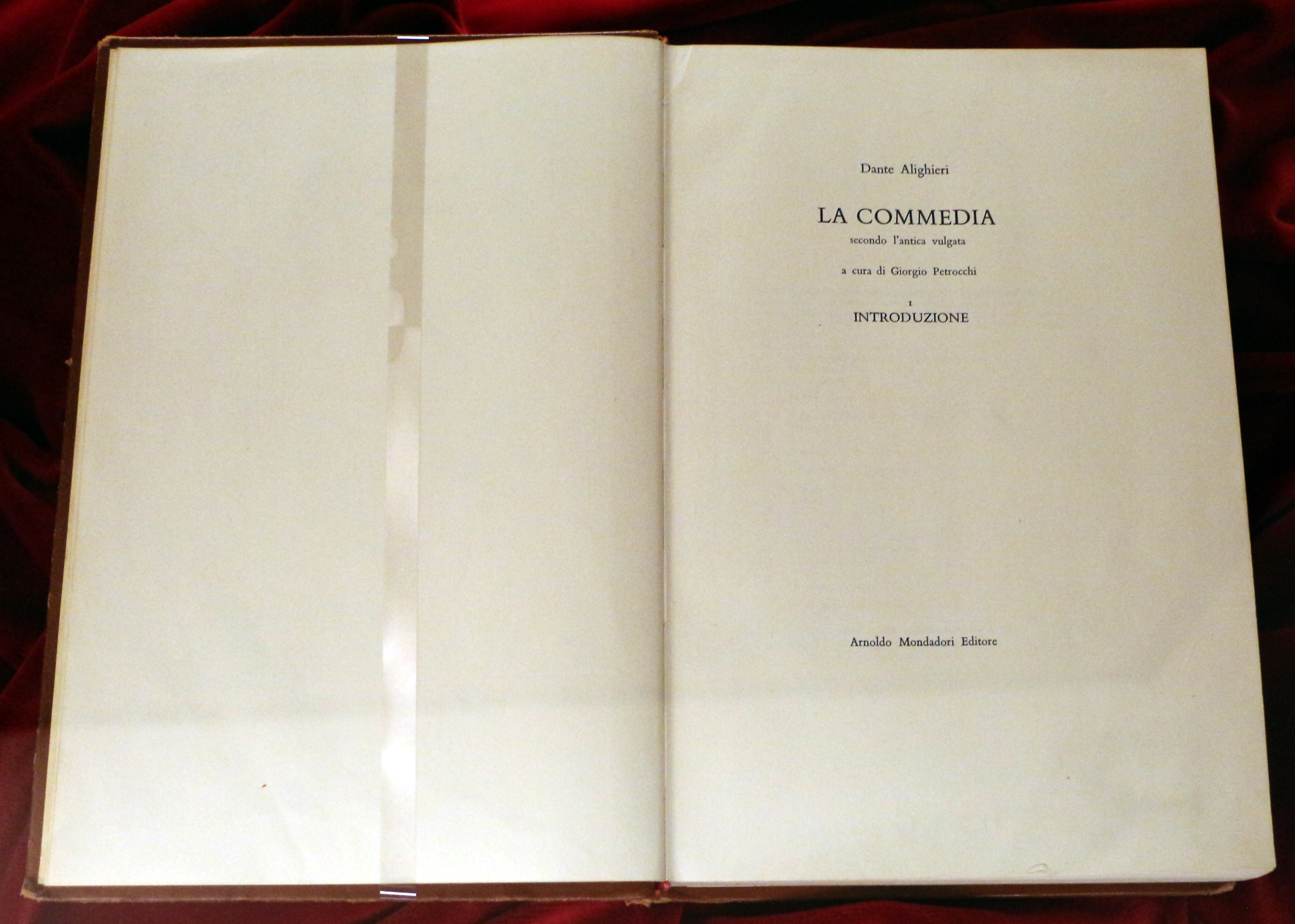
Dantes Komödie herausgegeben von Giorgio Petrocchi

Petrocchi studierte Rechtswissenschaft in Rom (Abschluss 1942) und war von 1947 bis 1955 Bibliothekar an der Biblioteca Angelica. Dann lehrte er italienische Literaturwissenschaft, zuerst an der Universität Messina, ab 1961 an der Universität La Sapienza. Er war Mitglied der Accademia dei Lincei (1983) und der Accademia della Crusca. An der Freien Universität Maria Himmelfahrt, deren Direktor er ab 1971 war, ist eine Bibliothek nach ihm benannt. Giorgio Petrocchi war der Bruder des Historikers Massimo Petrocchi (1918–1991).

## Schriften

### 1947
- Edoardo Calandra. Morcelliana, Brescia 1947.
- als Herausgeber: Giuseppe Torelli: Ettore Santo. Racconto autobiografico. Le Monnier, Florenz 1947, (Giuseppe Torelli, Schriftsteller, 1816–1866).
- als Herausgeber: Racconti della Passione di Gesù (= Universale. 1). Ave, Rom 1947.
- als Herausgeber mit Ferruccio Ulivi: Antologia della lirica italiana dell’Ottocento. Colombo, Rom 1947.

### 1948–1959
- Fede e poesia dell’Ottocento. Liviana, Padua 1948.
- La carità (= L’anfora. 1). De Silva, Turin 1948, (Roman).
- Pietro Aretino. Tra Rinascimento e Controriforma. Vita e Pensiero, Mailand 1948.
- Scrittori piemontesi del secondo Ottocento (= Maestri e compagni. 7, ZDB-ID 1433727-7). De Silva, Turin 1948.
- Matteo Bandello. = Matteo Bandello. L’artista e il novelliere. Le Monnier, Florenz 1949.
- als Herausgeber: Torquato Tasso: Il Mondo creato. Le Monnier, Florenz 1951.
- La formazione letteraria di Giovanni Pascoli (= Saggi di letteratura italiana. 2, ZDB-ID 1013010-X). Le Monnier, Florenz 1953.
- Masuccio Guardati e la narrativa napoletana del Quattrocento. Le Monnier, Florenz 1953.
- Ascesi e mistica trecentesca (= Biblioteca letteraria. 1, ZDB-ID 421670-2). Le Monnier, Florenz 1957.
- als Herausgeber: Masuccio Salernitano: Il Novellino. Con appendice di prosatori napoletani dell’400. Florenz, Sansoni 1957, (Auch: ebenda 1991, ISBN 88-383-1254-0).
- La Tecnica manzoniana del dialogo (= Saggi di letteratura italiana. 10). Le Monnier, Florenz 1959.

### 1960–1970
- als Herausgeber: La Vita di Frate Ginepro. (testo latino e volgarizzamento) (= Scelta di curiosità letterarie inedite o rare dal secolo XIII al XIX. 256, ZDB-ID 404887-8). Commissione per i testi di lingua, Bologna 1960.
- als Herausgeber: Opere di Torquato Tasso (= I Classici italiani. 6, ZDB-ID 2265700-9). Mursia, Mailand 1961.
- Giovanni Pascoli (= Classe unica. 132, ZDB-ID 1174868-0). ERI, Turin 1962.
- als Herausgeber: Edoardo Calandra: A guerra aperta. La signora di Riondino (1690). La marchesa Falconis (1705–1706) (= Biblioteca dell’Ottocento italiano. 5, ZDB-ID 419938-8). Bologna, Cappelli, Bologna 1964.
- als Herausgeber: Dante Alighieri: La Commedia. Secondo l’antica vulgata (= Società Dantesca Italiana (Hrsg.): Dante Alighieri: Le opere. Edizione nazionale. 7). 4 Bände (Bd. 1: Introduzione. Bd. 2: Inferno. Bd. 3: Purgatorio. Bd. 4: Paradiso.). Mailand, Mondadori, 1966–1967, (mehrere Nachdrucke).
- mit Ferruccio Ulivi: Stile e critica. Avviamento allo studio della letteratura italiana (= Biblioteca di critica e letteratura. 2, ZDB-ID 1036333-6). Adriatica, Bari 1968.
- Itinerari danteschi (= Biblioteca di critica e letteratura. 3). Adriatica, Bari 1969, (Auch: (= Collana di letteratura. 15). Premessa e cura di Carlo Ossola. Angeli, Mailand 1994, ISBN 88-204-8247-9).

### 1971–1977
- Manzoni. Letteratura e vita. Rizzoli, Mailand 1971.
- I fantasmi di Tancredi. Saggi sul Tasso e sul Rinascimento (= Aretusa. 29, ZDB-ID 1315777-2). Sciascia, Caltanissetta u. a. 1972.
- als Herausgeber: San Francesco: Fioretti. = Laudes creaturarum. s. n., Alpignano 1972.
- als Herausgeber: Scrittori religiosi del Duecento (= Scuola aperta. 36, ZDB-ID 1145942-6). Sansoni, Florenz 1974.
- als Herausgeber: Scrittori religiosi del Trecento (= Scuola aperta. 51). Sansoni, Florenz 1974.
- Lezioni di critica romantica (= Saggi di arte e di letteratura. 36, ZDB-ID 419952-2). Il Saggiatore, Mailand 1975.
- L’Ultima dea. (= L’ Ippogrifo. 11, ZDB-ID 189716-0). Bonacci, Rom 1977.

### 1981–1988
- Cultura letteraria e musica nel primo trentennio del secolo (= Interventi. 14, ZDB-ID 756248-2). Guida, Neapel 1981.
- Segnali e messaggi. Rusconi, Mailand 1981.
- als Herausgeber: Ugo Foscolo: Commedia di Dante Alighieri (= Edizione nazionale delle Opere di Ugo Foscolo. 9: Studi su Dante. 2). Le Monnier, Florenz 1981, ISBN 88-00-81122-1.
- Vita di Dante. Laterza, Rom u. a. 1983, ISBN 88-420-2302-7.
- als Herausgeber: Francesco d’Assisi: Gli scritti e la leggenda. Rusconi, Mailand 1983.

```
* als Herausgeber: 
Orfeo in Arcadia. Studi sul teatro a Roma nel Settecento
 (= 
Biblioteca internazionale di cultura.
 14, 
ZDB
-ID
 
2316093-7
). Istituto della Enciclopedia Italiana, Rom 1984.
```

- Manzoniana. E altre cose dell’ottocento (= Aretusa. 47). Sciascia, Caltanissetta u. a. 1987.
- La selva del Protonotario. Nuovi studi danteschi (= Collana di linguistica e critica letteraria. 6, ZDB-ID 1424422-6). Morano, Neapel 1988.

### Postum
- Saggi sul Rinascimento italiano. Le Monnier, Florenz 1990, ISBN 88-00-83100-1.
- San Francesco scrittore. (E altri studi francescani) (= Letteratura italiana e comparata. 19, ZDB-ID 197541-9). Pàtron, Bologna 1991.
- Letteratura e musica (= Lettere italiane. Saggi. 43). Pref. di Gianandrea Gavazzeni. Olschki, Florenz 1991, ISBN 88-222-3905-9.
- Il tramonto della luna. Studi tra Leopardi e oggi (= Pubblicazioni dell’Istituto per gli Studi di Letteratura Contemporanea. Saggi. 5). Edizioni scientifiche italiane, Neapel u. a. 1993, ISBN 88-7104-720-6.
- Il sentimento religioso all’origine della letteratura italiana (= Pinnacoli. 4). A cura di Edoardo Fumagalli. Edizioni San Paolo, Cinisello Balsamo 1996, ISBN 88-215-3153-8.